# مسجد حسن الباشا
مسجد حسن باشا ويشار إليه أيضًا باسم مسجد باشا أو المسجد الكبير، هو مسجد يقع في وهران، الجزائر. بني عام 1796 بأمر من بابا حسن باشا الجزائر تخليدا لذكرى طرد الإسبان.
أثناء الغزو الفرنسي للجزائر عام 1830، احتل الجنود الفرنسيون المسجد واتخذوه كمقر سكن لهم. وبعد 5 سنوات من الغزو الفرنسي (عام 1835)، تم إنشاء المبنى كمسجد وتم تجديده بعد ثلاثة عقود. وفي عام 1952، أُدرج المسجد ضمن المعالم التاريخية. منذ عام 2010، إغلق هذا النصب التاريخي أمام الجمهور.

## المسجد أثناء الاستعمار الفرنسي
كان المسجد أثناء الاستعمار الفرنسي يعتبر المسجد الرئيسي لمسلمي وهران وكان هذا المسجد هو مقر عمل مفتي وهران وتعاقب على هذا المنصب كثيرون.

## الهندسة المعمارية
يلاحظ في هذا المسجد أثر العثمانيين على صنع المئذنة المتاخمة والمغطاة بالقرميد، ويزين مدخل هذا المسجد مجموعة من المنحوتات وأيات من القرأن بالخط الكوفي، مدخل المسجد على شكل الهلال وتحيط بالممر العديد من الأعمدة ويتزين بحوض لغسل الأرضية الرخامية البيضاء مغطاة بقبة صغيرة.

## صور

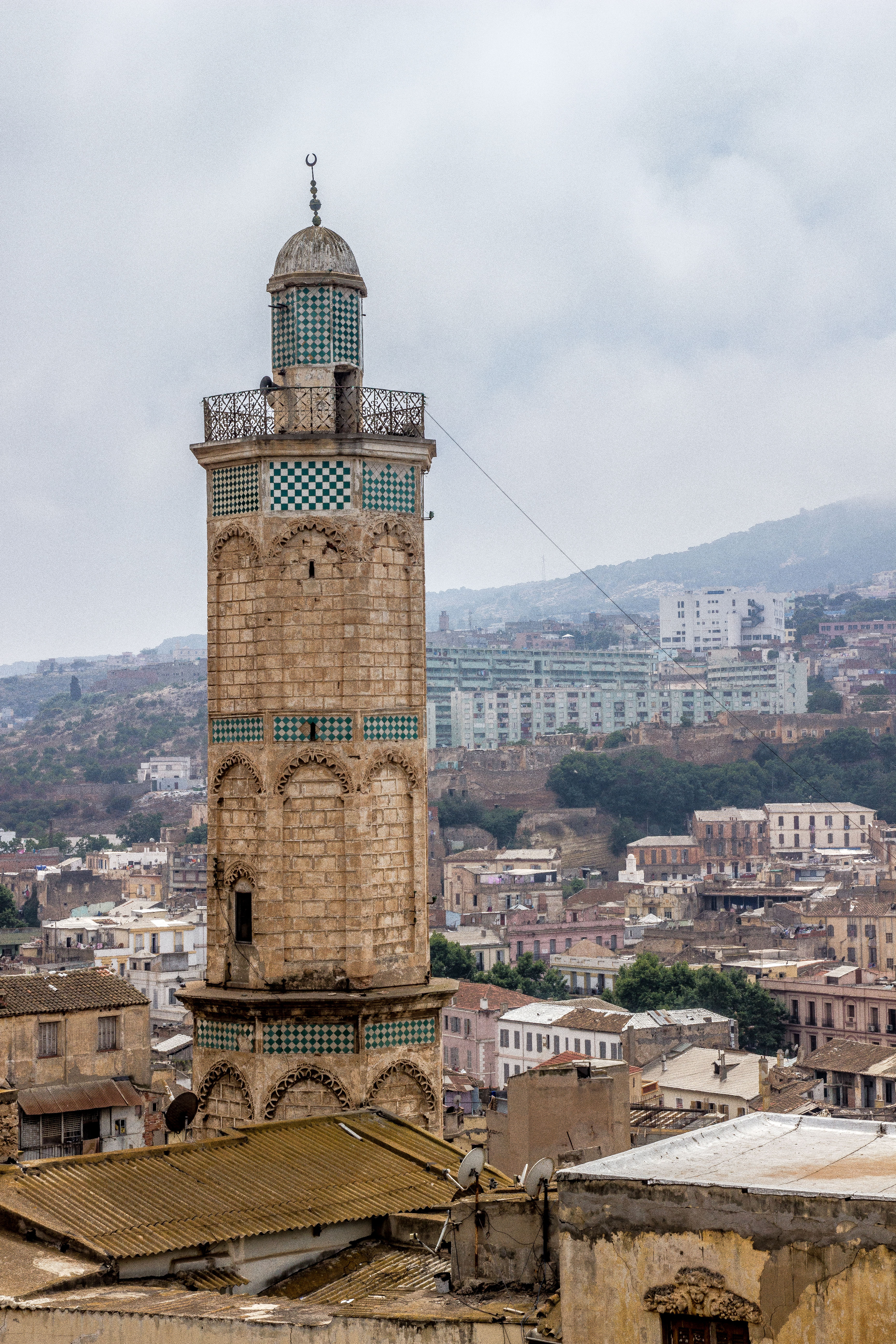
مئذنة الباشا
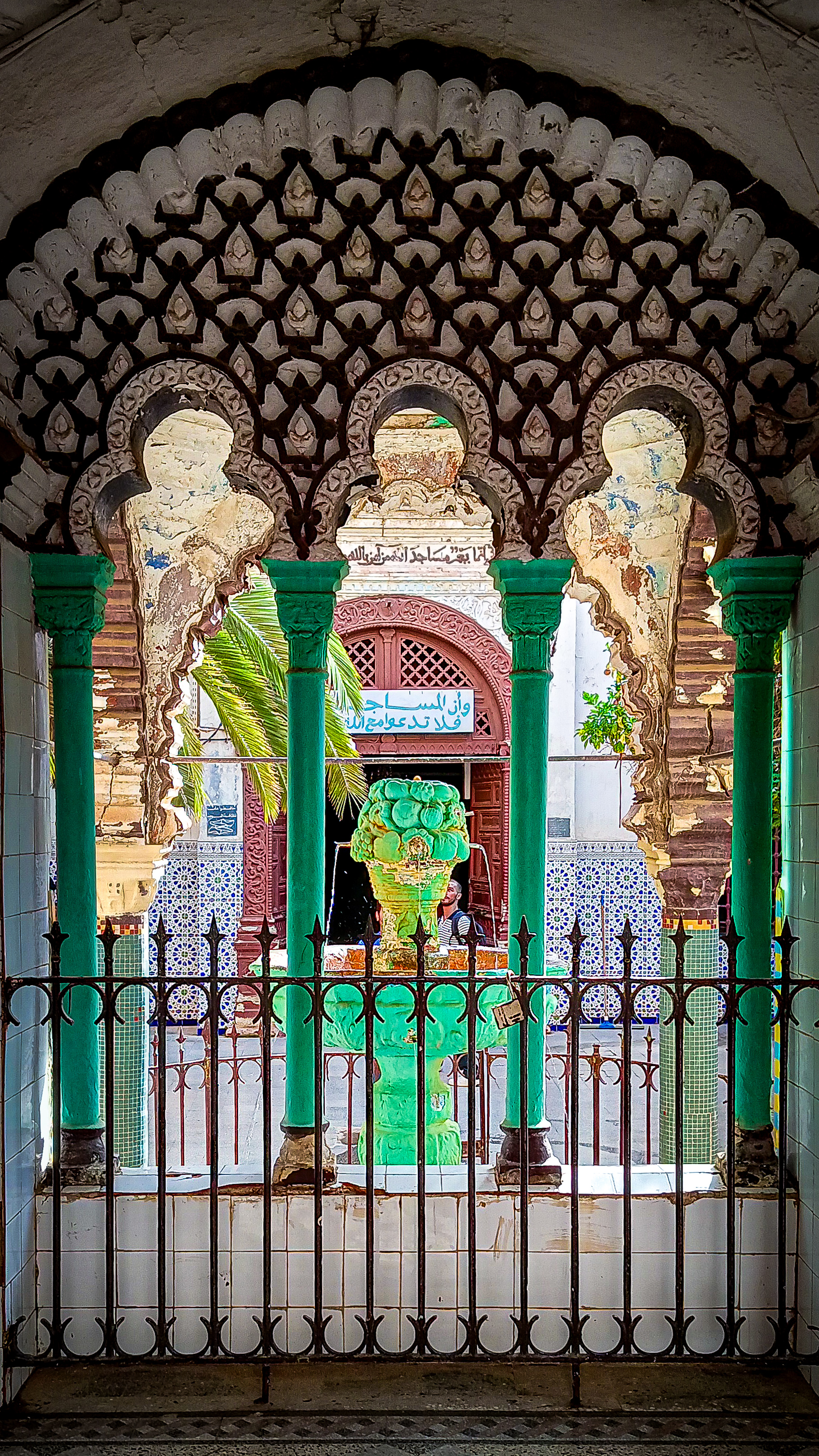
منظر من المدخل
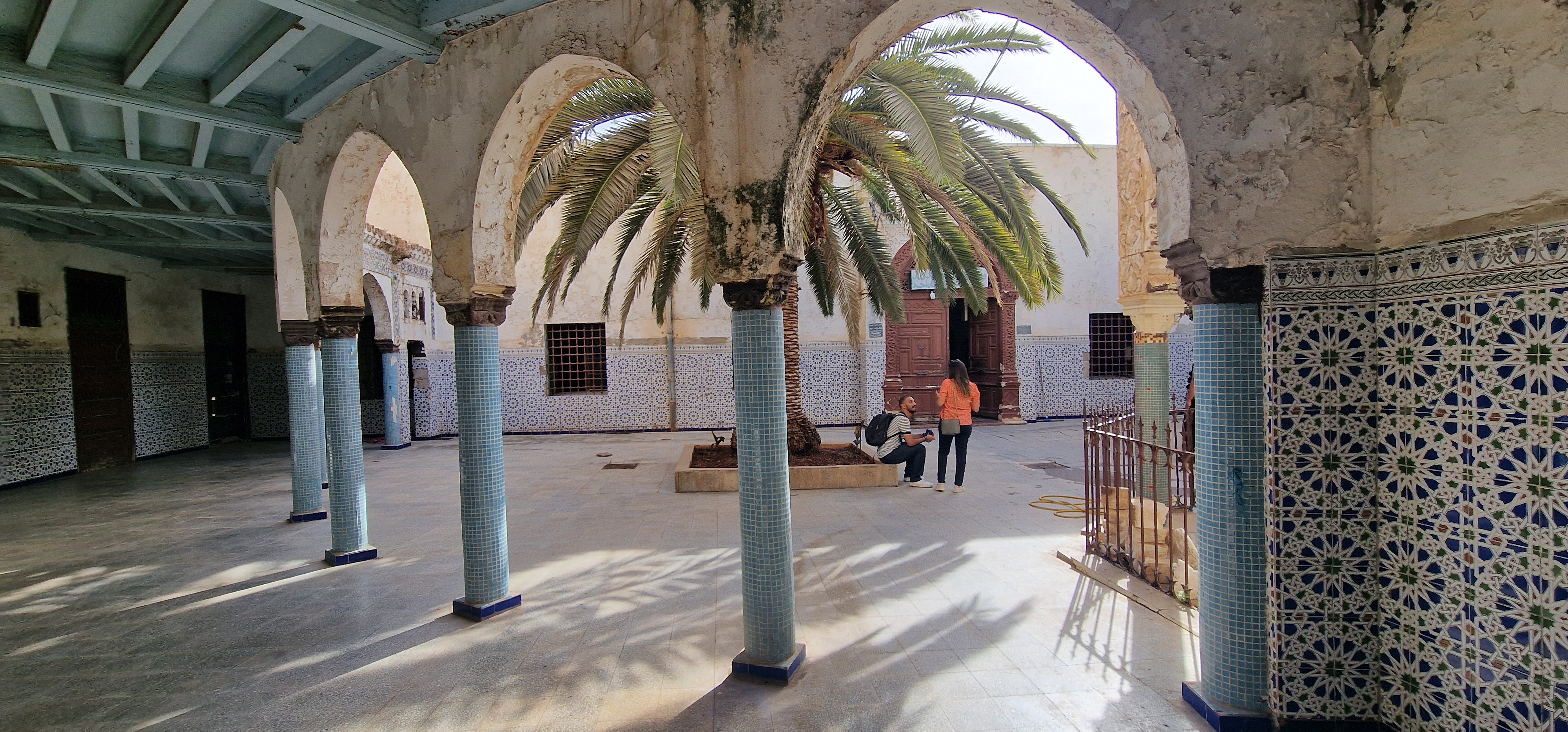
مدخل إلى المصلى
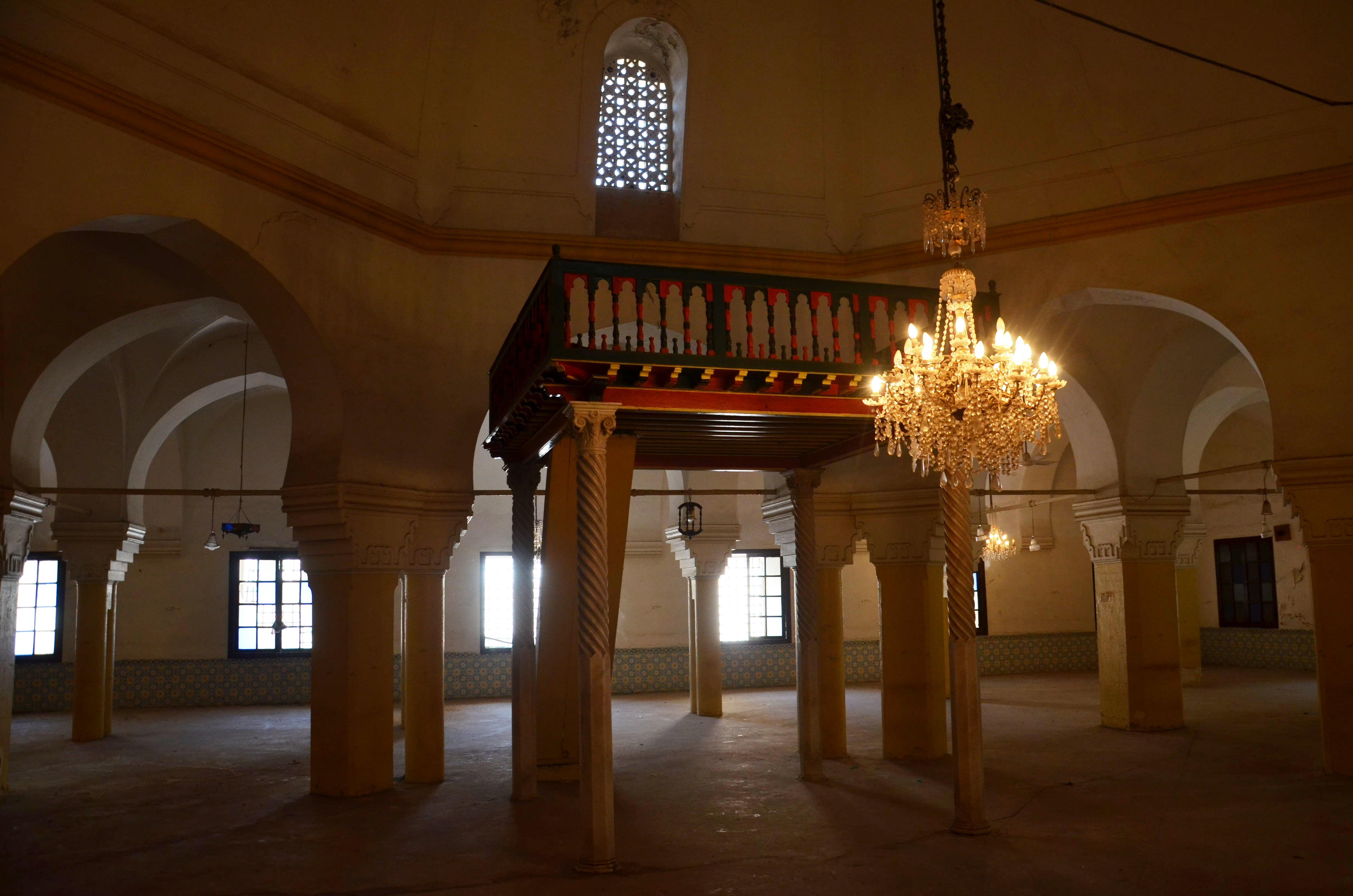
غرفة الصلاة
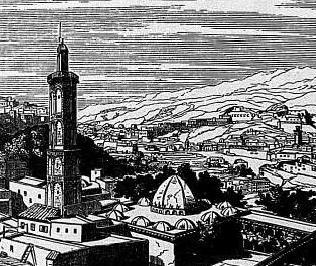
قباب المسجد

## مواضيع ذات صلة
- المرجعية الدينية الجزائرية
- الحزب الراتب